# Inpabasis rosea
Inpabasis rosea är en trollsländeart som först beskrevs av Selys 1877.  Inpabasis rosea ingår i släktet Inpabasis och familjen dammflicksländor. Inga underarter finns listade i Catalogue of Life.